# Sunset Valley
Sunset Valley – miasto w Stanach Zjednoczonych, w stanie Teksas, w hrabstwie Travis.